# Lamprempis bezzii
Lamprempis bezzii är en tvåvingeart som beskrevs av Smith 1962. Lamprempis bezzii ingår i släktet Lamprempis och familjen dansflugor. Inga underarter finns listade i Catalogue of Life.